# 36888 Škrabal
(36888) Škrabal, denumire internațională (36888) Skrabal, este un asteroid din centura principală de asteroizi.

## Descriere
36888 Škrabal este un asteroid din centura principală de asteroizi. A fost descoperit pe 29 septembrie 2000 la Observatorul din Ondřejov de Peter Kušnirák și Petr Pravec. Asteroidul prezintă o orbită caracterizată de o semiaxă mare de 2,14 ua, o excentricitate de 0,16 și o înclinație de 3,9° în raport cu ecliptica.